# 顧歓
顧 歓（顧歡、こ かん、420年 - 483年頃）は、中国六朝時代の道士。字は景怡または玄平。呉郡塩官県（現在の浙江省嘉興市海寧市）の出身。

## 生涯
生家は江南地方の土着の農家であった。道家や陰陽家の学を修め、仏教にも通じていた。元嘉17年（440年）頃より、剡県の天台山に道館を設けて、門弟子に指導を始めた。また、山麓の村人たちのために道術によって治病を行なった。
斉が建国されると、高帝のために出仕した。次いで武帝からは、永明元年（483年）に太常博士を贈られたが辞去し、道館に隠居した。
『夷夏論』などの著作がある。また、文集30巻があったが、逸して伝わらない。同年に64歳で没した。

## 夷夏論
『夷夏論』とは、「夷」（異民族）の法である仏教と、「夏」（中華民族）の法である道教との、優劣関係を論じたものである。そこでは、消極的に破悪を実践する仏教よりも、積極的に興善を行なう術である道教の方が、優れているとする立場に立っており、夷狄の法である仏教に従う要のないことを論じている。
南北朝時代には、三教の優劣を論じる議論が活発であったが、その一種が夷夏論争と呼ばれるものであり、その論の代表的な著作が本書である。本書の場合は道教を中華の思想として論を展開しているが、儒教倫理を標榜する立場から夷狄の風俗である仏教を糾弾することも行なわれた。その様は、既に後漢代の著作とされる「牟子理惑論」にも見出すことが出来る。

## 伝記資料
- 『南斉書』巻54
- 『南史』巻75

## 関連文献
- 藤原高男「顧歓老子注三考」（『漢魏文化』6、1967年）
- 藤原高男「顧歓の復讎否定思想について」（『漢魏文化』8、1971年）
- 堀池信夫「顧歓「老子注」の思想」（『東方宗教』74、1989年）
- 小林正美「顧歓『夷夏論』における｢道教｣について：中嶋隆蔵博士の所論に反駁す」（『早稲田大学大学院文学研究科紀要』第1分冊 哲学東洋哲学心理学社会学教育学、2000年）
- 遠藤祐介「『夷夏論』論争について」（『武蔵野大学教養教育リサーチセンター紀要』2、2012年）